# Srisailamgudem Devasthanam
Srisailamgudem Devasthanam è una suddivisione dell'India, classificata come census town, di 6.854 abitanti, situata nel distretto di Kurnool, nello stato federato dell'Andhra Pradesh. In base al numero di abitanti la città rientra nella classe V (da 5.000 a 9.999 persone).

## Società

### Evoluzione demografica
Al censimento del 2001 la popolazione di Srisailamgudem Devasthanam assommava a 6.854 persone, delle quali 3.531 maschi e 3.323 femmine. I bambini di età inferiore o uguale ai sei anni assommavano a 950, dei quali 483 maschi e 467 femmine. Infine, coloro che erano in grado di saper almeno leggere e scrivere erano 3.699, dei quali 2.289 maschi e 1.410 femmine.